# Anyone
Anyone – singel szwedzkiego duetu Roxette. Został wydany w maju 1999 r. jako drugi singel promujący album Have a Nice Day. Pierwotnie miał być pierwszym singlem promującym płytę jednak zdecydowano, że będzie nim "Wish I Could Fly". Do utworu został stworzony teledysk w reżyserii Jonasa Akerlunda. Został on zakazany w niektórych stacjach telewizyjnych ze względu na sceny w których Marie Fredriksson próbuje popełnić samobójstwo tonąc w morzu.
Duet nagrał także hiszpańskojęzyczną wersję utworu pt. "Alquien" która została umieszczona na południowoamerykańskim wydaniu Have a Nice Day. Utwór w tej wersji był odtwarzany w stacjach radiowych w krajach Ameryki Łacińskiej.

## Utwory
- Anyone
- Anyone (T&A demo, July 29, '98)
- Cooper [Closer to God]
- You Don't Understand Me (Acoustic Abbey Road version, November 15, '95)
- Wish I Could Fly (video)